# Teddy Mayer
Edward Mayer (Scranton, 8 settembre 1935 – Inghilterra, 30 gennaio 2009) è stato un dirigente sportivo statunitense.
La sua fama è legata alla direzione della McLaren di Formula 1 durante gli anni Settanta.

## Biografia
Laureato in diritto all'Universita di Cornell, Teddy Mayer fonda rapidamente la sua prima squadra automobilistica, destinata a far correre in Formula Junior il suo amico Peter Revson e suo fratello minore Timmy Mayer. Talentuosi, i due piloti proseguono la loro carriera in Europa e vengono seguiti da Teddy che fa loro da manager.
All'inizio del  1963, Timmy Mayer viene scelto da Bruce McLaren per correre nella Formula Tasman (un campionato invernale allora importante, disputato in Australia e in Nuova Zelanda) e porta con sé il fratello maggiore. Per le sue conoscenze giuridiche e le sue capacità organizzative Teddy non impiega molto a diventare indispensabile per la conduzione della squadra e ne diviene il direttore sportivo. Anche se per la giovane squadra McLaren (che schierava vetture Cooper) il campionato termina tragicamente, con la morte di Timmy, Teddy Mayer e Bruce McLaren rimangono legati. Insieme sviluppano il team McLaren, che partecipera dapprima alla serie Can-Am in America del Nord, poi in Formula 1 a partire dal 1966.
Alla morte di Bruce McLaren nel 1970, Teddy Mayer si ritrova solo al vertice del Team McLaren, ma ciò non impedisce la crescita della squadra. Abile negoziatore, Teddy Mayer riesce a ottenere il sostegno di importanti sponsor quali Yardley e soprattutto Marlboro che segnerà la storia del team, sotto la sua direzione, Emerson Fittipaldi nel 1974 e James Hunt nel 1976 vinceranno il titolo mondiale. Ma in seguito del titolo di Hunt, i risultati peggioreranno sempre più, causando lo scontento della Marlboro. Alla fine del 1980, su intervento della Marlboro, il team McLaren si unisce con il Project Four di Ron Dennis, che diventerà il nuovo maggiore azionista della squadra.
Relegato a una funzione minore, Mayer vende le sue partecipazioni e meno di due anni dopo abbandona la squadra. Nel 1984, avvalendosi della collaborazione di Tyler Alexander anche lui proveniente dalla McLaren, fonda la Mayer Motor Racing, una squadra per il campionato CART che con i piloti Tom Sneva e Howdy Holmes ottiene subito buoni risultati. L'anno seguente Mayer e Alexander tornano in Formula 1 coinvolti da Carl Haas nel progetto della nuova squadra FORCE Haas. Ma malgrado l'importanza dei mezzi disponibili l'avventura si chiude rapidamente senza risultati importanti.
Dopo alcune stagioni lontano dall'automobilismo, Mayer ritorna con il team Penske che partecipa al campionato CART, con cui collaborerà fino al 2007 come consulente. Teddy Mayer ha avuto due figli, una femmina di nome Anne e un maschio cui è stato imposto il nome del fratello morto nel 1964, ossia Tim. Tim Mayer è occupato negli sport automobilistici come dirigente dell'IMSA.